# Vermin
Vermin – szósty album studyjny norweskiego zespołu muzycznego Old Man’s Child. Wydawnictwo ukazało się 18 października 2005 roku nakładem wytwórni muzycznej Century Media Records.
Nagrania zostały zarejestrowane pomiędzy styczniem a lutym 2005 roku w Studio Fredman w Szwecji. Partie perkusji na płycie nagrał Reno Kiilerich, muzyk znany m.in. z występów w zespole Exmortem. Lider formacji Thomas Rune „Galder” Andersen Orre zarejestrowane wszystkie pozostałe instrumenty na albumie. Oprawę graficzną wydawnictwa wykonał Seth Siro Anton, grafik i muzyk, członek greckiej formacji Septicflesh.

## Lista utworów
Opracowano na podstawie materiału źródłowego.
| Nr | Tytuł utworu                                 | Słowa  | Muzyka | Długość |
| -- | -------------------------------------------- | ------ | ------ | ------- |
| 1. | „Enslaved and Condemned”                     | Galder | Galder | 04:15   |
| 2. | „The Plague of Sorrow”                       | Galder | Galder | 04:09   |
| 3. | „War of Fidelity”                            | Galder | Galder | 04:19   |
| 4. | „In Torment's Orbit”                         | Galder | Galder | 05:04   |
| 5. | „Lord of Command (Bringer of Hate)”          | Galder | Galder | 04:51   |
| 6. | „The Flames of Deceit”                       | Galder | Galder | 04:39   |
| 7. | „Black Marvels of Death”                     | Galder | Galder | 04:22   |
| 8. | „Twilight Damnation”                         | Galder | Galder | 04:42   |
| 9. | „...as Evil Descends” (utwór instrumentalny) |        | Galder | 01:11   |
|    |                                              |        |        | 37:32   |

## Twórcy
Opracowano na podstawie materiału źródłowego.
| - Thomas Rune „Galder” Andersen Orre - wokal prowadzący, gitara elektryczna, gitara basowa, instrumenty klawiszowe, produkcja muzyczna - Fredrik Nordström, Patrik J. Sten - realizacja nagrań, miksowanie - Reno Kiilerich - perkusja, instrumenty perkusyjne - Eric Peterson - gitara elektryczna w utworze „In Torment's Orbit” |  | - Seth Siro Anton - okładka, oprawa graficzna - Ulf Horbelt - mastering - Katja Piolka - zdjęcia - Christophe Szpajdel - logo |